# Devil's Force
Devil's Force är det svenska black metal-bandet Nifelheims andra studioalbum, utgivet i juni 1998. Albumet utgavs på CD, LP och kassettband.

## Låtlista
1. "Deathstrike from Hell" – 3:48
2. "The Final Slaughter" – 4:45
3. "Desecration of the Dead" – 4:48
4. "Demonic Evil" – 3:16
5. "Satanic Mass" – 4:49
6. "Soldier of Satan" – 3:54
7. "Devil's Force" – 3:43
8. "Hellish Blasphemy" – 3:02

## Medverkande
- Hellbutcher (Per Gustavsson) – sång
- Tyrant (Erik Gustavsson) – sologitarr, basgitarr
- Demon (Martin Hansen) – trummor, gitarr

Studiomusiker
- Jon Nödtveidt – gitarr
- John Zwetsloot – gitarr